# Queimadela (Fafe)

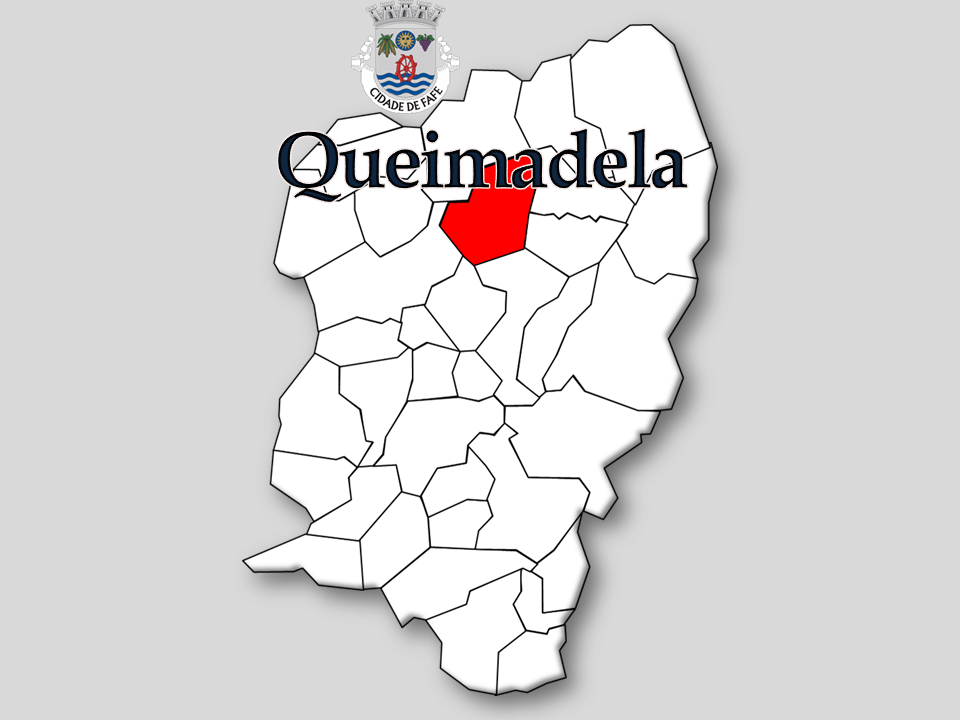
Localização da Freguesia de Queimadela no Município de Fafe

Queimadela é uma localidade portuguesa do Município de Fafe que foi sede da extinta Freguesia de Queimadela, freguesia que tinha 10,27 km² de área e 490 habitantes (2011) , e, por isso, uma densidade populacional de 47,7 hab/km². O seu orago é São Pedro.
A Freguesia de Queimadela foi extinta em 2013, no âmbito de uma reforma administrativa nacional, para, em conjunto com a Freguesia de Monte, formar uma nova freguesia denominada União de Freguesias de Monte e Queimadela com sede na Avenida de São Pedro, 5.
Na sua área situa-se a Barragem de Queimadela, no rio Vizela.

## População
| População da freguesia de Queimadela (1864 – 2011) | População da freguesia de Queimadela (1864 – 2011) | População da freguesia de Queimadela (1864 – 2011) | População da freguesia de Queimadela (1864 – 2011) | População da freguesia de Queimadela (1864 – 2011) | População da freguesia de Queimadela (1864 – 2011) | População da freguesia de Queimadela (1864 – 2011) | População da freguesia de Queimadela (1864 – 2011) | População da freguesia de Queimadela (1864 – 2011) | População da freguesia de Queimadela (1864 – 2011) | População da freguesia de Queimadela (1864 – 2011) | População da freguesia de Queimadela (1864 – 2011) | População da freguesia de Queimadela (1864 – 2011) | População da freguesia de Queimadela (1864 – 2011) | População da freguesia de Queimadela (1864 – 2011) |
| -------------------------------------------------- | -------------------------------------------------- | -------------------------------------------------- | -------------------------------------------------- | -------------------------------------------------- | -------------------------------------------------- | -------------------------------------------------- | -------------------------------------------------- | -------------------------------------------------- | -------------------------------------------------- | -------------------------------------------------- | -------------------------------------------------- | -------------------------------------------------- | -------------------------------------------------- | -------------------------------------------------- |
| 1864                                               | 1878                                               | 1890                                               | 1900                                               | 1911                                               | 1920                                               | 1930                                               | 1940                                               | 1950                                               | 1960                                               | 1970                                               | 1981                                               | 1991                                               | 2001                                               | 2011                                               |
| 1 063                                              | 1 047                                              | 1 078                                              | 1 131                                              | 1 107                                              | 1 141                                              | 1 152                                              | 1 383                                              | 1 525                                              | 1 452                                              | 1 121                                              | 837                                                | 693                                                | 616                                                | 490                                                |

## Povoações e Lugares
Os lugares da Freguesia de Queimadela eram: Ameixedo, Argande, Assento, Cabanas, Calcões, Cheda, Igreja, Pondres, Pontido, Queimadela, Repulo, Ribeiras, Santa Cruz e Vila Franca.
No censo de 2011 foram registados por lugar os seguintes números de residentes:
- Ameixedo – 15 habitantes
- Argande – 36 habitantes
- Calcões – 40 habitantes
- Cheda – 61 habitantes
- Queimadela de Cima - 126 habitantes
- Santa Cruz – 33 habitantes
- Vila Franca – 69 habitantes
- Assento – 14 habitantes
- Ribeiras – 44 habitantes
- Passadouro e São Paio – 9 habitantes
- Pontido – 7 habitantes
- Repulo – 12 habitantes
- Outros/Residual – 24 habitantes